# روبرتو بليدز
روبرتو بليدز (بالإسبانية: Roberto Blades)‏ هو مغني وكاتب أغاني بنمي، ولد في 2 يوليو 1962 في بنما في بنما.